# Challenger Città di Lugano
El Challenger Città di Lugano es un torneo profesional de tenis. Pertenece al ATP Challenger Tour. Se juega desde el año 2021 sobre pistas de dura bajo techo, en Lugano, Suiza.

## Palmarés

### Individuales
| Año  | Campeón          | Finalista         | Resultado           |
| ---- | ---------------- | ----------------- | ------------------- |
| 2021 | Dominic Stricker | Vitaliy Sachko    | 6–4, 6–2            |
| 2022 | Luca Nardi       | Leandro Riedi     | 4–6, 6–2, 6–3       |
| 2023 | Otto Virtanen    | Cem İlkel         | 6–4, 7–6(5)         |
| 2024 | Otto Virtanen    | Daniel Masur      | 6–7(4), 6–4, 7–6(3) |
| 2025 | Borna Ćorić      | Raphaël Collignon | 6–3, 6–1            |

### Dobles
| Año  | Campeones                       | Finalistas                         | Resultado              |
| ---- | ------------------------------- | ---------------------------------- | ---------------------- |
| 2021 | Andre Begemann Andrea Vavassori | Denys Molchanov Sergiy Stakhovsky  | 7–6(11), 4–6, [10–8]   |
| 2022 | Ruben Bemelmans Daniel Masur    | Jérôme Kym Leandro Riedi           | 6–4, 6–7(5), [10–7]    |
| 2023 | Zizou Bergs David Pel           | Constantin Frantzen Hendrik Jebens | 6–2, 7–6(6)            |
| 2024 | Sander Arends Sem Verbeek       | Constantin Frantzen Hendrik Jebens | 6–7(9), 7–6(1), [10–8] |
| 2025 | Cleeve Harper David Stevenson   | Jakub Paul David Pel               | 4–6, 6–3, [10–8]       |